# Piermont (Nueva York)

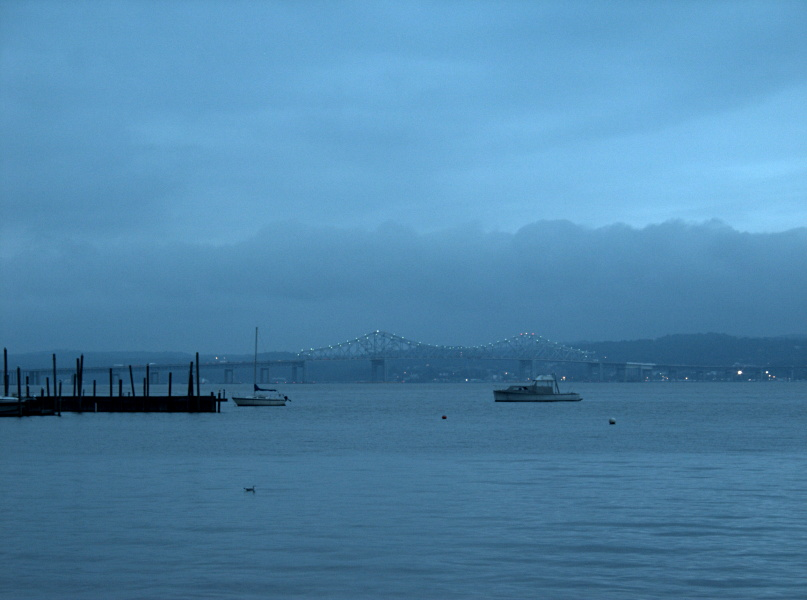
Vista de Piermont

Piermont es una villa ubicada en el condado de Rockland en el estado estadounidense de Nueva York. En el año 2000 tenía una población de 2,607 habitantes y una densidad poblacional de 1,497.6 personas por km². Piermont se encuentra ubicada dentro del pueblo de Orangetown.

## Geografía
Piermont se encuentra ubicada en las coordenadas 41°2′26″N 73°55′8″O / 41.04056, -73.91889. Según la Oficina del Censo, la ciudad tiene un área total de 3 km² (1,2 mi²), de la cual 1,7 km² (0,7 mi²) es tierra y 1,2 km² (0,5 mi²) (41.74%) es agua.

## Demografía
Según la Oficina del Censo en 2000 los ingresos medios por hogar en la localidad eran de $61,591, y los ingresos medios por familia eran $89,846. Los hombres tenían unos ingresos medios de $50,659 frente a los $43,176 para las mujeres. La renta per cápita para la localidad era de $43,731. Alrededor del 9.0% de la población estaban por debajo del umbral de pobreza.